# Yū Hirakawa
Yū Hirakawa (Kashima, 3 de enero de 2001) es un futbolista japonés que juega en la demarcación de delantero para el Bristol City FC de la EFL Championship.

## Selección nacional
Tras jugar en las categorías inferiores de la selección, finalmente hizo su debut con la selección absoluta de Japón el 5 de junio de 2025 contra Australia en un partido de clasificación para la Copa Mundial de Fútbol de 2026 que finalizó con un resultado de 1-0 a favor del combinado australiano tras un gol de Aziz Behich.

### Participaciones en Juegos Olímpicos
| Copa                     | Sede    | Resultado        | Partidos | Goles |
| ------------------------ | ------- | ---------------- | -------- | ----- |
| Juegos Olímpicos de 2024 | Francia | Cuartos de final | 1        | 0     |

## Clubes
| Club              | País       | Año       | Partidos | Goles |
| ----------------- | ---------- | --------- | -------- | ----- |
| FC Machida Zelvia | Japón      | 2021-2024 | 71       | 10    |
| Bristol City FC   | Inglaterra | 2024-     | 39       | 2     |